# Хэйес (отель)
«Хэйес» (англ. Hayes' Hotel) — отель, расположенный в ирландском городе Тёрлс (графство Типперэри на Либерти-сквер. В 1884 году в бильярдной этого отеля основали Гэльскую атлетическую ассоциацию.

## История
В XVIII веке гостиница была магазином под названием The Star and Garter. В 1830-е годы здание выкупил Уильям Бойтон (англ. William Boyton), сделавший его гостиницей под названием Boyton's Hotel, а в 1870-е владельцем стала мисс Элиза Дж. Хэйес (англ. Eliza J. Hayes), переименовавшая  гостиницу в «Частный и семейный отель Хэйес» (англ. Hayes' Commercial and Family Hotel).
1 ноября 1884 года в бильярдной комнате гостиницы собрались несколько человек, которые разработали план и структуру организации, призванной сохранить и приумножить спортивное наследие Ирландии — данной организацией стала Гэльская атлетическая ассоциация. Основателями стали Майкл Касак (графство Клэр), Морис Лэвин, Джозеф Кевин Брэкен, Томас Сент-Джордж Маккарти (окружной инспектор Королевской ирландской полиции), П. Дж. Райан (графство Типперэри), Джон Уайз-Пауэр и Джон Маккей. В этом отеле собираются все любители хёрлинга для просмотра финала чемпионата Манстера, если он проходит в Тёрлсе — особенно много посетителей, если встречаются команды «Типперэри» и «Корк», принципиальнейшие противники.
В апреле 2013 года отель перешёл под конкурсное управление, оставаясь открытым во время подобного управления, при этом продажа комнат не осуществлялась. В октябре 2014 года житель Фетарда Джек Хэлли (англ. Jack Halley) выкупил здание за 650 тысяч евро на аукционе.